# Dr. Eysler & Co.
Dr. Eysler & Co. war ein Verlag in Berlin von 1885 bis 1927. Danach bestand er als Dr. Selle-Eysler und als Erich Zander Druck- und Verlagshaus bis etwa 1944.

## Geschichte

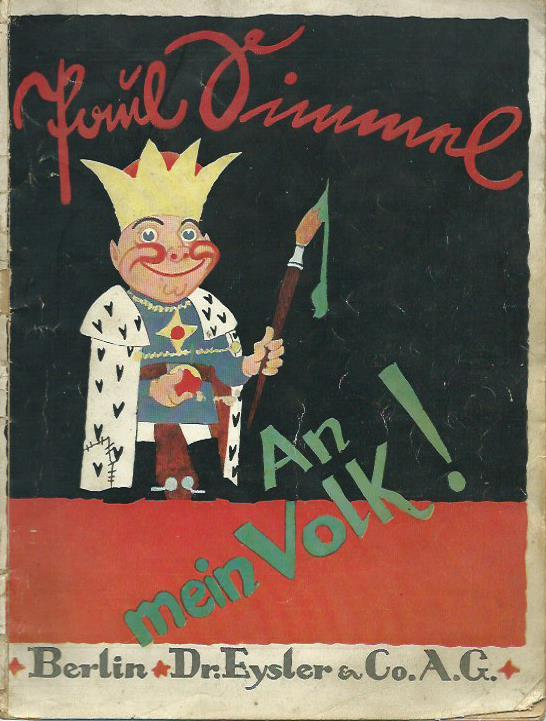
Paul Simmel, An mein Volk, 1926

Im Oktober 1885 gründete der Wiener Otto Eysler (1861–1927) einen Verlag in Hamburg. Seit 1886 gab er dort die humoristische Zeitschrift Lustige Blätter mit Alexander Moszkowski heraus. Kurz danach wurde der Verlagssitz nach Berlin verlegt.
Seit 1899 erschienen dort auch einige Bücher, meist mit Karikaturen. Später wurde das Sortiment um Sachbücher und belletristische Literatur erweitert.
1923 gab Otto Eysler die Leitung des Verlages ab. In diesem Jahr wurde auch der Verlag F. Fontane & Co. übernommen.
1927/28 wurde Erich Zander neuer Vorstandsvorsitzender. Er benannte den Verlag zunächst in Dr. Selle-Eysler um, 1934 dann in Erich Zander Druck- und Verlagshaus. Dieses bestand bis etwa 1944.

## Publikationen

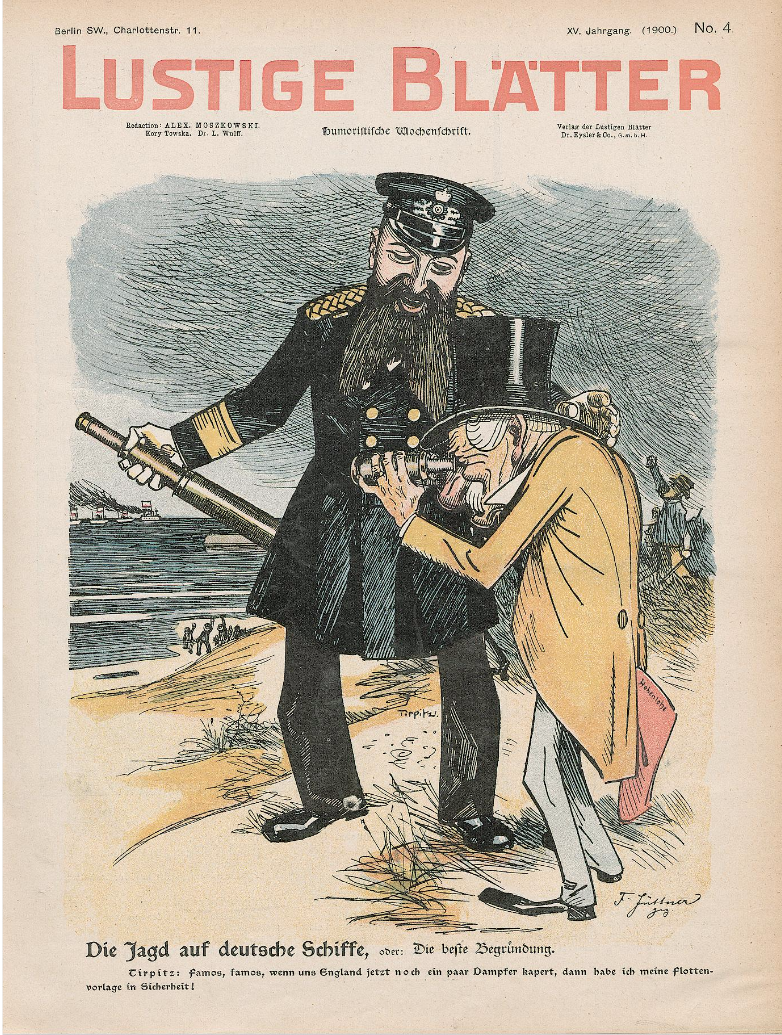
Lustige Blätter, 4, 1900

Im Verlag von Dr. Eysler & Co. erschienen vor allem Bücher mit Karikaturen und humoristischen Zeichnungen, später auch einige Sachbücher und belletristische Literatur.
Wichtigste Publikation war die Zeitschrift Lustige Blätter, dazu gab es Das Magazin (seit etwa 1925) und weitere.

## Namen
- Verlag der "Lustigen Blätter" (Dr. Eysler & Co.) G.m.b.H., 1899–1919
- Dr. Eysler & Co., 1920–1922
- Dr. Eysler & Co. A.-G., 1923–1927
- Dr. Selle-Eysler A.-G., 1927–1934
- Erich Zander Druck- und Verlagshaus, 1935–1943

## Persönlichkeiten
Leiter
- Otto Eysler, 1885–1923
- Alfred Metzner, 1923–1925
- Leonhard Hammerbacher, 1923–1927
- Paul Kraemer, 1926–1931
- Erich Zander, 1927/28–1944

## Adressen
- SW, Charlottenstraße 11, 1900
- SW 12, Charlottenstraße 9, 1905, 1909
- SW 48, Markgrafenstraße 94, 1913
- SW 48, Markgrafenstraße 77, 1914–1932
- Melchiorstraße 23, 1932
- Zossener Straße 55, 1938